# Pseudomastax aureoguttata
Pseudomastax aureoguttata är en insektsart som beskrevs av Marius Descamps 1979. Pseudomastax aureoguttata ingår i släktet Pseudomastax och familjen Eumastacidae. Inga underarter finns listade i Catalogue of Life.